# Walckenaeria yunnanensis
Walckenaeria yunnanensis este o specie de păianjeni din genul Walckenaeria, familia Linyphiidae, descrisă de Xia et al. în anul 2001. Conform Catalogue of Life specia Walckenaeria yunnanensis nu are subspecii cunoscute.